# 메시아 호칭 인물
메시아 호칭 인물 목록이다. 이 목록은 스스로를 메시아로 호칭하였거나 추종자들이 메시아로 호칭한 인물을 모두 아우른다. 이 목록은 여러 범주로 나뉘어 있으며, 생년월일이 알려진 경우 이를 기준으로 정렬된다.

## 유대교의 메시아 호칭 인물
유대교에서 "메시아"는 원래 모세의 형 아론, 다윗, 고레스 대왕, 알렉산드로스 대왕과 같이 "하나님이 임명한 왕" 또는 "기름부음받은 자"를 의미했다. 나중에, 특히 하스모니안 왕국(기원전 37년)과 유대-로마 전쟁(서기 66~135년)이 실패한 후, 유대인 메시아라는 인물은 유대인들을 억압에서 구출하고 올람 하바("다가올 세상") 또는 메시아 시대. 그러나 "거짓 메시아"라는 용어는 랍비 문헌에는 거의 찾아볼 수 없다. 첫 번째 언급은 7세기 중반의 세페르 스룹바벨(Sefer Zerubbabel)에 있는데, 여기서는 마시아 셰커("거짓 메시아")라는 용어를 사용한다.
- 나사렛 예수(c. 4 BC – 30/33 AD): 종교 지도자. 폭동 혐의로 로마 제국에 의해 박해를 받았으며 기독교인들은 십자가에 못 박혀 부활했다고 믿는다. 그를 메시아로 믿었던 유대인들은 원래 나사렛 사람들이라고 불렸으며 나중에는 유대 기독교인(최초의 기독교인)으로 알려졌다. 바하이, 무슬림, 기독교인(메시아닉 유대인 포함)은 그가 메시아라고 믿는다.
- 사마리아인 도시테오스(1세기 중반): 오리게네스는 도시테오스가 자신이 모세가 예언한 유대인 메시아임을 사마리아인들에게 설득하고 싶어했으며, 그를 세례자 요한, 튜다, 갈릴리의 유다와 함께 유대인들이 잘못 그리스도로 여겼던 사람들로 분류했다고 썼다(Hom. xxv Lucam에서, Contra Celsum, I, lvii).
- 시몬 바르 코크바(135 AD): 로마 제국에 맞서 바르 코크바의 난을 주도했다. 바르 코크바는 3년 동안 이스라엘의 반독립 분리주의 국가의 나시, 즉 왕자로 통치했다. 위대한 현자 아키바(Akiva)를 포함한 일부 랍비 학자들은 바르 코크바를 메시아로 선포했다. 그는 베타르 요새에서 반군의 마지막 저항 중에 사망했으며, 그 후 반란은 잔인하게 진압되었고 땅은 대부분 황폐화되었으며, 천천히 성장하는 유대인 디아스포라와 기독교와 유대교 사이의 분열이 굳어졌다.
- 슐로모 몰초(Shlomo Molcho): 리스본에서 기독교로 개종한 유대인 부모에게서 (디오고 피레스, Diogo Pires, 1500-1532)라는 이름으로 태어났다. 데이비드 루베니(David Reuveni)를 만난 후 그는 왕의 의회 비서직을 그만두고 다마스커스, 사페드, 예루살렘, 나중에 솔로니카로 여행하여 카발라를 공부하고 신비주의자가 되었다. 그는 결국 루베니와 재회했고, 그의 열망을 메시아로 선언했으며, 기독교로의 개종을 거부했다는 이유로 마침내 신성 로마 제국 황제 카를 5세에 의해 화형에 처해졌다.
- 사바타이 제비: 스미르나(지금의 터키 이즈미르) 출신의 세파르딕 성직 랍비. 그는 오스만 제국 전역에서 활동했으며 오랫동안 기다려온 메시아라고 주장했다. 그는 사바테아 운동의 창시자였으며, 그 추종자들은 나중에 돈메(Dönmeh) "개종자" 또는 암호 유대인으로 알려지게 되었다. 이는 가장 중요한 메시아 운동 중 하나이며, 그 영향력은 유대인 전체에 널리 퍼졌다. 그의 영향력은 오늘날에도 느껴진다. 그의 죽음 이후 사바타이의 뒤를 이어 스스로를 메시아라고 선언하고 때로는 "사베타이 메시아"로 분류되는 추정 추종자들이 이어졌다.
- 메나헴 멘델 슈니어슨(Menachem Mendel Schneerson, 1902-1994): 추종자 중 일부는 그가 살아 있는 동안 유대인 메시아라고 믿었고, 그들 중 일부는 1994년 그가 죽은 후에도 계속 그렇게 믿고 있다. 그의 죽음 이후 신자들의 수가 늘어났다. 그의 추종자 중 일부는 슈니어슨이 결코 죽지 않았다고 믿는다. 슈니어슨은 그러한 주장에 대해 비밀을 유지했지만, 그의 추종자들 중 다수는 그가 유대인 메시아라고 믿고 있다. 이 문제는 샤바드 운동과 더 넓은 유대인 공동체 내에서 여전히 논란의 여지가 남아 있다.

## 기독교의 메시아 호칭 인물
기독교 성경은 예수께서 어떤 방식으로든 다시 오실 것이라고 말한다. 다양한 사람들이 실제로 예수님의 재림을 주장해 왔다. 다른 사람들은 스스로를 기독교의 산하의 새로운 메시아라고 칭한다. 공관복음서(마태복음 24:4, 6, 24; 마가복음 13:5, 21-22 및 누가복음 21:3)에서는 모두 메시아를 주장하는 자들을 가리키는 데 유사그리스도라는 용어를 사용한다.
- 홍수전(1814년 1월 1일 - 1864년 6월 1일): 태평천국 반란의 지도자. 그는 자신이 예수 그리스도의 남동생이라고 믿었다.
- 안상홍(1918–1985): 하나님의교회 세계복음선교협회의 창시자이다. 교인들에 의해 메시아로 찬양을 받는다.
- 문선명(1920–2012): 대한민국 서울특별시에 설립된 통일교의 창시자이자 지도자이다. 추종자들은 그가 메시아이자 그리스도의 재림이었으며 예수의 끝나지 않은 사명을 완수하기 위해 기름 부음을 받았다고 믿는다.
- 마타요시 미쓰오(1944–2018): 1997년에 그는 자신이 하나님이요 그리스도라는 확신을 바탕으로 세계경제공동체당(World Economic Community Party)을 창당했다.
- 정명석(1945~ ): 1970년대에 세계평화통일가정연합의 소속이었다가 1980년 기독교복음선교회을 창시했다. 그는 또한 자신을 그리스도의 재림이라고 생각한다. 그는 자신이 예수 그리스도의 불완전한 메시지와 사명을 완성하러 왔다고 믿으며, 자신이 메시아이며 온 인류를 구원할 책임이 있다고 주장한다. 그는 기독교의 부활 교리는 거짓이지만 그를 통해 사람들이 구원받을 수 있다고 주장한다. 정명석은 대법원에서 성폭행 혐의로 유죄판결을 받고 징역 10년(2008~2018년)을 보냈다. 그는 2018년부터 2022년까지 여성 추종자 2명을 성폭행한 혐의로 2022년 10월 28일 한국에서 다시 기소됐다.
- 라엘(Claude Vorilhon): 지구상의 생명체가 엘로힘(Elohim)이라고 불리는 외계인 종에 의해 과학적으로 창조되었다고 가르친다. 그는 1973년에 외계 인류를 만났고 메시아가 되었다고 주장했다. 그런 다음 그는 자신의 "생물학적 아버지"인 야훼라는 외계인이 자신에게 부여한 임무에 전념했다.
- 데이비드 코레시(1959–1993): 다윗왕과 고레스 대왕의 이름을 따서 자신의 이름을 개명한 다윗교파의 지도자. 그와 그의 추종자들은 ATF 급습과 포위 공격으로 사망했고, 그들의 건물에 불이 붙었다.
- 양샹빈(1973 ~ ): 중국 기독교 신흥종교인 전능하신 하나님 교회의 문헌에서 '여성 그리스도'로 언급되는 여성의 정체로 추정된다. 전능하신 하나님 교회의 창립자이자 행정 지도자인 자오웨이샨은 양상빈이 1992년에 자신이 그리스도의 재림임을 밝혔다고 주장했다.

## 무슬림의 메시아 호칭 인물
이슬람 전통에는 이사(예수)의 재림과 함께 올 마흐디에 대한 예언이 있다.
- 인도 카디안 출신 미르자 굴람 아흐마드(1835~1908)는 자신이 기대되는 마흐디이자 메시아라고 선언했다. 그러나 결정적으로 그는 예수가 십자가에서 살아남은 후 자연사했다고 주장했으며, 그의 장래 재림에 관한 예언은 마흐디가 마흐디와 함께 육체적으로 돌아왔다기보다는 마흐디 자신이 예수의 자질과 성품을 지녔다는 것을 언급하고 있다고 주장했다. 그는 이슬람의 부활을 목표로 1889년에 아흐마드파(Ahmadiyya Movement)를 창설했다. 아흐마드파의 지지자들은 자신들이 엄격하게 무슬림이라고 주장하지만 다른 무슬림 집단에서는 불신자나 이단자로 널리 간주된다.
- 리아즈 아메드 고하르 샤히(Riaz Ahmed Gohar Shahi, 1941년 11월 25일 ~ )는 영적 지도자이자 현재 메시아 파운데이션 인터내셔널(Messiah Foundation International)로 알려진 영적 그룹 안주만 세르파로샨-에-이슬람(Anjuman Serfaroshan-e-Islam) 및 RAGS 인터내셔널의 창립자이다. MFI는 샤히가 자신이 마흐디, 메시아, 카이키 아바타라고 주장했다고 보고했다. 샤히는 또한 선지자의 지위를 주장했다는 비난을 받았다. 샤히의 지지자들은 그의 얼굴이 메카의 달, 태양, 성운별, 검은 돌에서 두드러지게 나타났으며 이러한 출현은 고하르 샤히가 기다려온 마흐디, 메시아, 칼키 아바타라는 신의 표시라고 주장한다. MFI의 웹사이트에 따르면, 샤히는 자신이 기다리고 있는 메시아라고 주장했지만 예수의 재림은 아니며 예수도 샤히를 지원하기 위해 돌아왔다고 주장했다. 고하르 샤히는 미국에서 예수를 만났다고 주장했다. 주류 무슬림 학자들은 샤히의 주장을 거부하고 그의 가르침을 신성모독이라고 비난했다.

## 조로아스터교 메시아 호칭 인물
- 바흐람 코빈(Bahram Chobin)은 사산 제국(Sassanian Empire)의 왕위를 찬탈한 후 서기 6세기 후반의 종말론적 시대 한가운데서 자신을 메시아라고 선언했다.

## 혼합 메시아 호칭 인물
- 바하올라: 모든 종교 중에서 약속된 종교라고 주장하고 바하이 신앙을 창시했다. 바하이교의 권위 있는 역사에 기록된 대로 6대 주요 예언 종교(유대교, 기독교, 이슬람교, 조로아스터교, 힌두교, 불교) 모두에서 발견되는 약속된 인물의 도래에 대한 예언의 성취라고 주장했다. 또한 바압이 "하나님이 나타내실 자"로 예언한 선지자라고 주장했다. 추종자들은 또한 그의 도래가 다양한 소규모(종종 토착) 종교의 예언을 성취했다고 주장했다.
- 지두 크리슈나무르티(1895-1986): 1929년에 신지학회가 그에게 부여한 메시아와 미륵 화신의 지위를 포기했다.
- 오카와 류호(1956~2023): 일본 행복의 과학의 창립자이다. 오카와는 자신이 무함마드, 그리스도, 붓다, 공자의 영혼을 전달하며 자신이 엘 칸타레(El Cantare)라고 불리는 최고의 영적 존재의 화신이라고 주장했다.

## 기타 메시아 호칭 인물
이 목록에는 유대교, 기독교, 이슬람교에 쉽게 들어맞지 않는 일종의 메시아라고 스스로 또는 추종자들에 의해 언급된 사람들이 포함되어 있다.
- 나치 독일의 아돌프 히틀러(1889–1945): 콜린 조던, 사비트리 데비, 미구엘 세라노를 포함하여 일부 밀교 나치즘 실천자들에 의해 메시아라고 주장되었다. 히틀러는 종교에 대한 견해가 바뀌었기 때문에 평생 동안 메시아라고 주장한 적이 없었다.
- 에티오피아 제국의 황제 하일레 셀라시에(1892–1975): 에티오피아 황제이자 라스타파리 운동의 메시아. 자신이 메시아라고 주장한 적은 없지만 레너드 하웰(Leonard Howell) 등이 메시아라고 선포했다.
- 데이비드 아이크(David Icke, 1952년 4월 29일 ~ ): 1991년 워건(Wogan)과의 인터뷰에서 드라코니안(Draconians) 사상을 내놓고 자신이 "신의 아들"이라고 주장한 뉴에이지 음모론자.
- 아사하라 쇼코(1955–2018): 일본의 종말론 집단인 옴진리교의 창시자. 1992년에 아사하라는 "자신을 그리스도라고 선언"(Declaring Myself the Christ)이라는 책을 출판했는데, 그 안에서 그는 자신을 일본의 유일하게 완전히 깨달은 스승이자 하나님의 어린양과 동일시하는 그리스도라고 선언했다. 아사하라는 1995년 도쿄 지하철 사린 사건 이후 2018년 체포돼 교수형을 당했다.
- 에즈라 밀러(1992 ~ ): 예수, 다음 메시아, 악마라고 주장하는 배우. 아메리카 원주민 혁명을 가져올 것이라고 말했다.

## 같이 보기
- 예루살렘 증후군
- 메시아 콤플렉스
- 메시아 시대
- 구세주의